# 交響曲第8番 (マーラー)

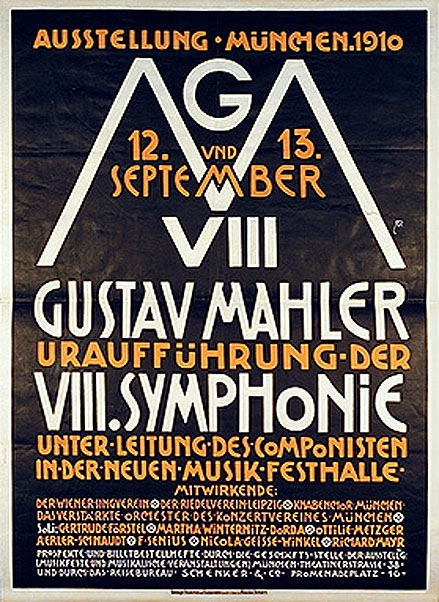
1910年9月12日の初演のポスター (デザイン: アルフレート・ロラー)

交響曲第8番（こうきょうきょくだい8ばん、ドイツ語: Sinfonie Nr. 8）変ホ長調はグスタフ・マーラーが作曲した8番目の交響曲。

## 概要
マーラーの「ウィーン時代」の最後の作品であり、同時にマーラー自身が初演し耳にすることのできた最後の作品となった。 第8番の編成は、交響曲第7番までつづいた純器楽から転換し、大規模な管弦楽に加えて8人の独唱者および複数の合唱団を要する、巨大なオラトリオあるいはカンタータのような作品となっている。構成的には従来の楽章制を廃した2部構成をとり、第1部では中世マインツの大司教ラバヌス・マウルス（776?～856）作といわれるラテン語賛歌「来たれ、創造主たる聖霊よ」、第2部では、ゲーテの戯曲『ファウスト 第二部』の終末部分に基づいた歌詞が採られている。音楽的には、音階組織としての調性音楽からは逸脱していないが、大がかりな編成、極端な音域・音量、テキストの扱いなどに表現主義の特質が指摘されている。
演奏規模の膨大さから『千人の交響曲』（Symphonie der Tausend ）の名で広く知られているが、これはマーラーによる命名ではなく、初演時の興行主であるエミール・グートマンが話題づくりのために付けたものである。マーラー自身はこの呼び名を認めておらず、嫌悪していた。
この初演については後述するが、マーラーの自作演奏会として生涯最大の成功を収めたと同時に、近代ヨーロッパにおいて音楽創造が文化的事件となった例のひとつとなった。
この曲についてマーラーは、ウィレム・メンゲルベルクに宛てた手紙で以下の通り述べている。
“私はちょうど、第8番を完成させたところです。これはこれまでの私の作品の中で最大のものであり、内容も形式も独特なので、言葉で表現することができません。大宇宙が響き始める様子を想像してください。それは、もはや人間の声ではなく、運行する惑星であり、太陽です”
“これまでの私の交響曲は、すべてこの曲の序曲に過ぎなかった。これまでの作品には、いずれも主観的な悲劇を扱ってきたが、この交響曲は、偉大な歓喜と栄光を讃えているものです”
第8番はマーラーの作品中最大規模であるだけでなく、音楽的にも集大成的位置づけを持つ作品として、自他ともに認める存在であった。音楽作品としてきわめて肯定的かつ信仰や生に対する壮大な賛歌であり、マーラーはこの作品を妻のアルマに献げている。グスタフ・マーラーが自身の作品を他者に献呈したのは、これが唯一である。

## 作曲の経過

### マーラーの奮闘と周囲との軋轢
ウィーン宮廷歌劇場におけるマーラーの妥協を許さない「完全主義者」ぶりは、歌劇場内外で波紋を呼んでいたが、マーラーが1903年ごろからしばしばウィーンを離れて自作交響曲を指揮して回るようになったことが、反ユダヤ主義の影響のもと、いっそうウィーンの聴衆・批評家たちの反感を買うようになっていた。一方で、マーラー自身も自作の演奏機会の拡大とともに、より作曲に専念できる環境を求めるようになっており、歌劇場での活動との両立が困難になり始めていた。
1905年秋、リヒャルト・シュトラウスの楽劇『サロメ』をウィーン宮廷歌劇場で上演しようと尽力するが、検閲のために果たせなかった。このことは、後にマーラーが歌劇場を辞任する遠因となった。同年11月から始まったアルフレート・ロラーの舞台装置と新演出によるモーツァルトのオペラ・チクルスは、11月24日の『コジ・ファン・トゥッテ』を皮切りに、12月21日『ドン・ジョヴァンニ』、翌1906年1月29日『後宮からの誘拐』、3月30日『フィガロの結婚』、6月1日『魔笛』とつづいた。
1906年5月27日、エッセンで自作の交響曲第6番を初演。このときロシアのピアニスト、オシップ・ガブリロヴィッチと知り合う。ガブリロヴィッチは、後にアメリカでマーラーの音楽の普及に努めた。この年の夏のオフ・シーズンにはザルツブルク音楽祭への出演等があり、これまでのように夏の休暇中を作曲時間の確保に当てることも難しくなってきた。

### 第8交響曲の作曲
1906年の夏、ヴェルター湖畔マイアーニック（Maiernigg）の作曲小屋で交響曲第8番を作曲。第1部はわずか3週間でスケッチ、8月18日には全曲を完成した。翌1907年の夏にオーケストレーションされ、妻アルマに献呈されている。
マーラーの初期構想では、4楽章構成であった。パウル・ベッカーによれば、当初のスケッチは以下のとおりである。
- 第1楽章 讃歌「来たれ、創造主たる聖霊よ」
- 第2楽章 スケルツォ
- 第3楽章 アダージョ・カリタス（愛）
- 第4楽章 讃歌「エロスの誕生」

このうち第2楽章と第3楽章は、交響曲第4番の初期構想であった「フモレスケ交響曲」のスケッチから、他の曲に採用されなかった断片を使うつもりだったが、ゲーテの『ファウスト』を歌詞に採用するに当たって、これらは削除、あるいは第2部へ統合されることになったものと見られる。
アルマの回想によると、マーラーは最初の2週間はスランプがつづいたが、ある朝、作曲小屋に足を踏み入れた瞬間に「来たれ、創造主たる聖霊よ」の一句がひらめき、うろ覚えのラテン語歌詞をもとに第1部を一気に書きおろした。しかし音楽が歌詞より長くなってしまい、マーラーはウィーンから賛歌の全文を電報で入手したところ、送られてきた歌詞はマーラーの音楽にぴったり収まっていたという。
実際には、マーラーは6月21日付けの手紙で友人のレールに、ラテン語賛歌の翻訳を手伝ってくれるように頼んでいる。また、マーラーは音楽に合わせて原詩を削除・入れ替えしたり、一部にはマーラー自身が加筆創作してもともと7節だった原詩を8節に拡大しており、アルマのいうような詩と音楽の「神がかり的」な合致があったわけではない。これについて柴田南雄は、「来たれ、創造主」の賛歌はカトリック教会では聖霊降臨節の晩課をはじめ、種々の儀式にグレゴリオ聖歌として歌われるものであり、マーラーがドイツ語のミサ典書か祈祷書を持っていれば容易に訳文を目にすることができたはずだと指摘している。このことは、マーラーのユダヤ教からカトリックへの改宗自体が宗教的理由からではなく便宜的なものであったことをも示唆するものである。なおドイツでは「復活交響曲」は復活祭に、本曲は「聖霊降臨節」に良く演奏されることもある。

### 宮廷歌劇場辞任へ
1906年10月、アレクサンダー・フォン・ツェムリンスキーがウィーン宮廷歌劇場と指揮者の契約を結ぶ。翌1907年1月、自作の交響曲第6番をウィーンで、交響曲第3番をベルリンで、交響曲第4番をフランクフルトで、交響曲第1番をリンツでそれぞれ上演したが、シーズン中に休暇をとって自作の演奏旅行をしたことで、ウィーンでのマーラー批判が一気に吹き出し、音楽界ほぼ全体が敵となった。このころには、皇帝フランツ・ヨーゼフ1世とマーラーの仲介役だった宮廷大元帥モンテヌオーヴォ公爵との関係も冷えてしまっていた。
同年2月、アルノルト・シェーンベルクの弦楽四重奏曲第1番、室内交響曲第1番の初演を聴き、シェーンベルクの音楽を熱烈に支持する。3月18日、ロラーの舞台装置でグルックの『アウリスのイフィゲニア』の新演出を上演。これがマーラー最後の新演出となる。5月にウィーンで『サロメ』のオペラの初演を果たすが、6月5日、ベルリンでニューヨーク・メトロポリタン歌劇場の支配人ハインリヒ・コンリートと会い、翌シーズンから同歌劇場の指揮者として就任することを承諾、21日に正式に契約を取り交わした。マーラーはこの時点で渡米の決意を固めたことになる。7月12日、夏の休暇先マイアーニックで長女マリア・アンナ死去。その直後にマーラー自身も心臓病の診断を受ける。

## 初演と出版

### 初演

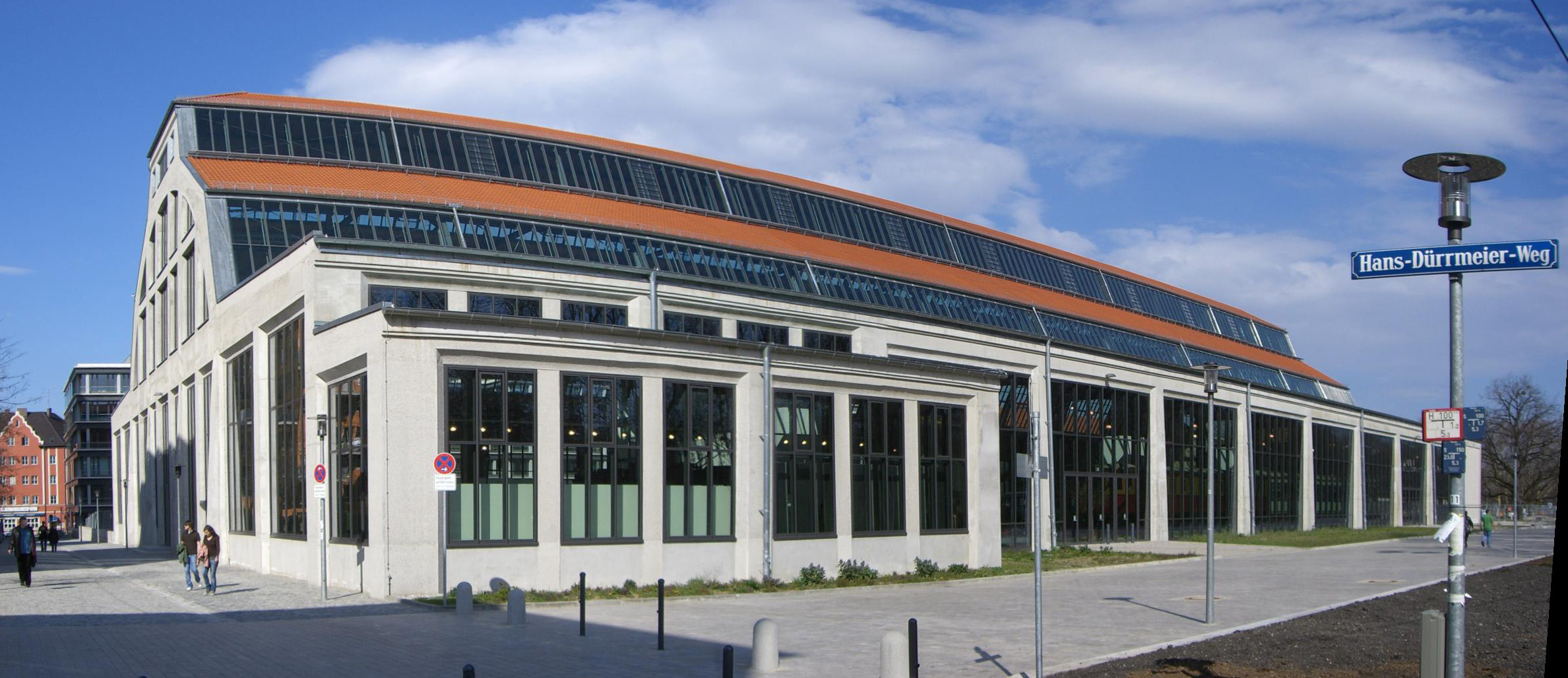
1910年9月12日の世界初演が行われた新祝祭音楽堂。現在はドイツ博物館交通館第1展示場となっている

1910年9月12日及び13日、ミュンヘンにて、マーラーの指揮による。マーラーは、この年4月にアメリカで交響曲第9番を完成した後、3度目のヨーロッパ帰還を果たしてこの初演に臨んだ。夏にはトーブラッハ（当時オーストリア領・現在のドロミテ・アルプス北ドッビアーコ）で交響曲第10番に着手している。
初演は「ミュンヘン博覧会1910」（Ausstellung München 1910）と題された音楽祭の一環として行われた。エミール・グートマンの企画によるこの音楽祭は、ほぼ4か月にわたる大規模なもので、フランツ・シャルク指揮ウィーン楽友協会合唱団によるベートーヴェンのミサ・ソレムニスやゲオルク・ゲーラー指揮ライプツィヒ・リーデル協会合唱団によるヘンデルのオラトリオ『デボラ』の上演も行われている。マーラーの第8交響曲は、この音楽祭のメインイベントとして位置づけられていた。初演は鳴り物入りで予告・宣伝され、12日、13日ともに3000枚の切符が初演2週間前には売り切れた。演奏会には各国から文化人ら（後述）が集まった。

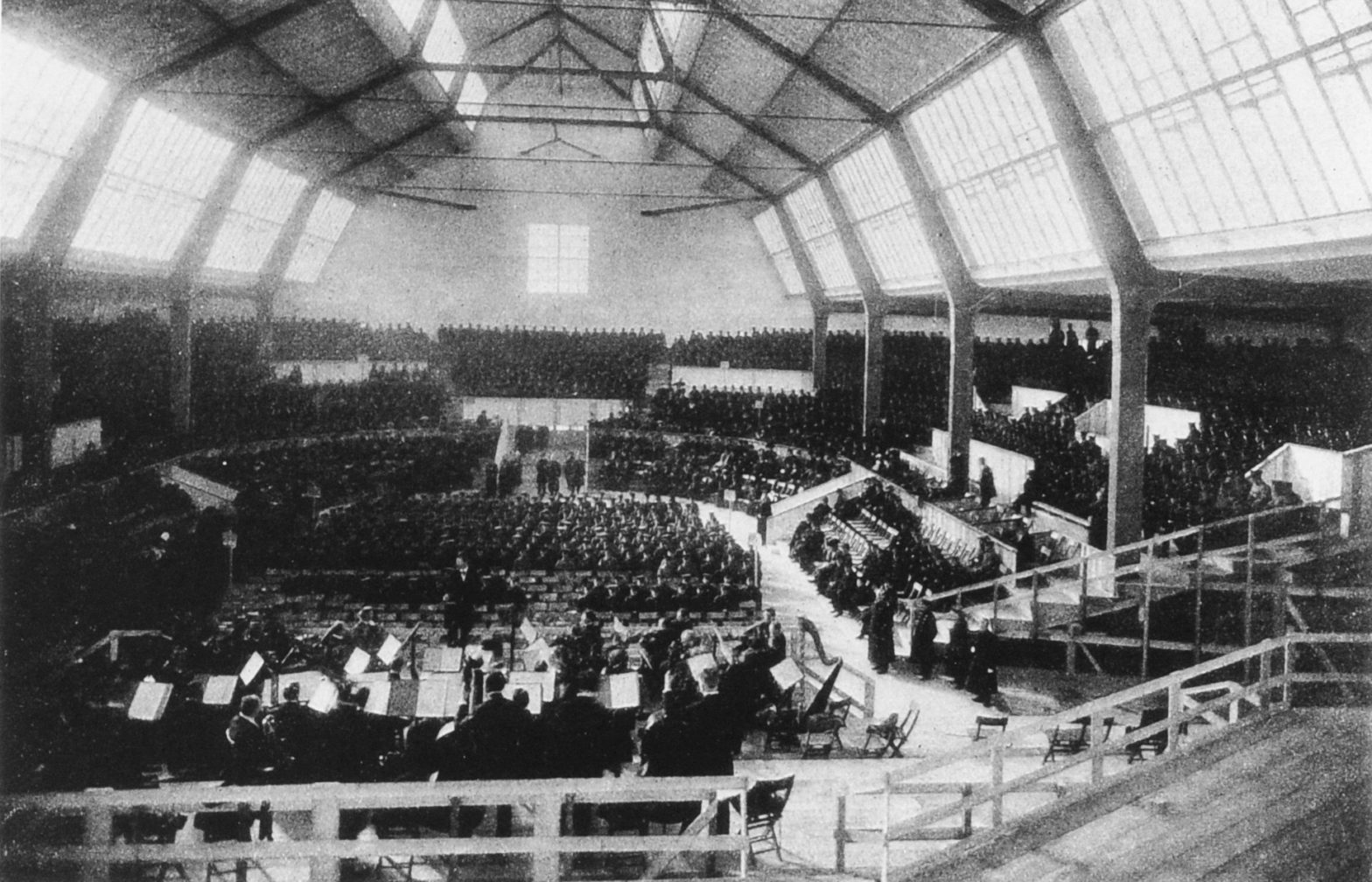
1910年9月、初演に向けてのリハーサル風景

曲は850人程度で演奏可能であるが、初演時には出演者1030人を数え、文字どおり「千人の」交響曲となった。内訳は、指揮者マーラー、楽器奏者171名、独唱者8名、合唱団850名。管弦楽はカイム管弦楽団（ミュンヘン・フィルハーモニー管弦楽団の前身）。合唱団には音楽祭に参加していたウィーン楽友協会合唱団250名、リーデル協会合唱団250名に、ミュンヘン中央歌唱学校の児童350名が加わった。
マーラーは少なくとも初演の1年前から準備に取りかかっている。練習は、編成が巨大で一堂に会することが困難なために、各地で分散して行われた。9月5日からの1週間を総練習に当て、様々な組み合わせで1日2回実施したという。マーラーはこの総練習の過程で、アルマに宛てた手紙で合唱団や合唱の練習を担当したシャルクの無能ぶりを厳しく批判したり、演奏会直前になって、興行主のグートマンにコンサートマスターの交代を要求したり、相変わらずの完全主義者ぶりを見せている。
会場は、博覧会会場である新祝祭音楽堂（現在のドイツ博物館交通館〔de:Verkehrszentrum (Deutsches Museum)〕第1展示場）で、コンクリートとガラスを主に使用した、当時としては先進的な建造物であった。音楽ホールとして設計されたものではなかったため、マーラーは興行主のグートマンに対して音響的な配慮や照明効果まで、細かく配慮を求めた。また、ウィーン宮廷歌劇場時代の同志であったロラーを呼び寄せ、演奏者の配置や照明など会場のアレンジを行わせている。その他、マーラーは初演にあたり、配布されるプログラムに出演者の名前や楽曲に使われる歌詞を除く楽曲解説が掲載されることを厳しく禁じた。また、会場前を走る路面電車についても、演奏中は徐行し鐘も鳴らさぬよう注文するほどだった。
初演は大成功をおさめ、演奏終了時、聴衆も演奏者も熱狂の渦に包まれたという。批評家パウル・シュテファンは「嵐のような熱狂は30分近く続いた。（中略）マーラーはおそらくこのとき、その生涯の絶頂、名声の絶頂に達したのだった」と述べている。
初演から8か月後の1911年5月18日、ウィーンでマーラーは没した。マーラーの死後、1911年の秋から翌春にかけて、第8交響曲はウィーンだけで13回上演されている。

#### 初演列席者
この初演の聴衆には次の人物が含まれていた。
音楽家アルノルト・シェーンベルク、ブルーノ・ワルター、ウィレム・メンゲルベルク、クラウス・プリングスハイム、オットー・クレンペラー、オスカー・フリート、アントン・ヴェーベルン、リヒャルト・シュトラウス、マックス・レーガー、フランツ・シュミット、ジークフリート・ワーグナー、レイフ・ヴォーン・ウィリアムズ、セルゲイ・ラフマニノフ、レオポルド・ストコフスキー
文学者アルトゥル・シュニッツラー、フーゴ・フォン・ホーフマンスタール、シュテファン・ツヴァイク、トーマス・マン、ジョルジュ・クレマンソー
その他アルベール1世（ベルギー国王）、ルートヴィヒ・ルイトポルト（バイエルン王子）、ヘンリー・フォード

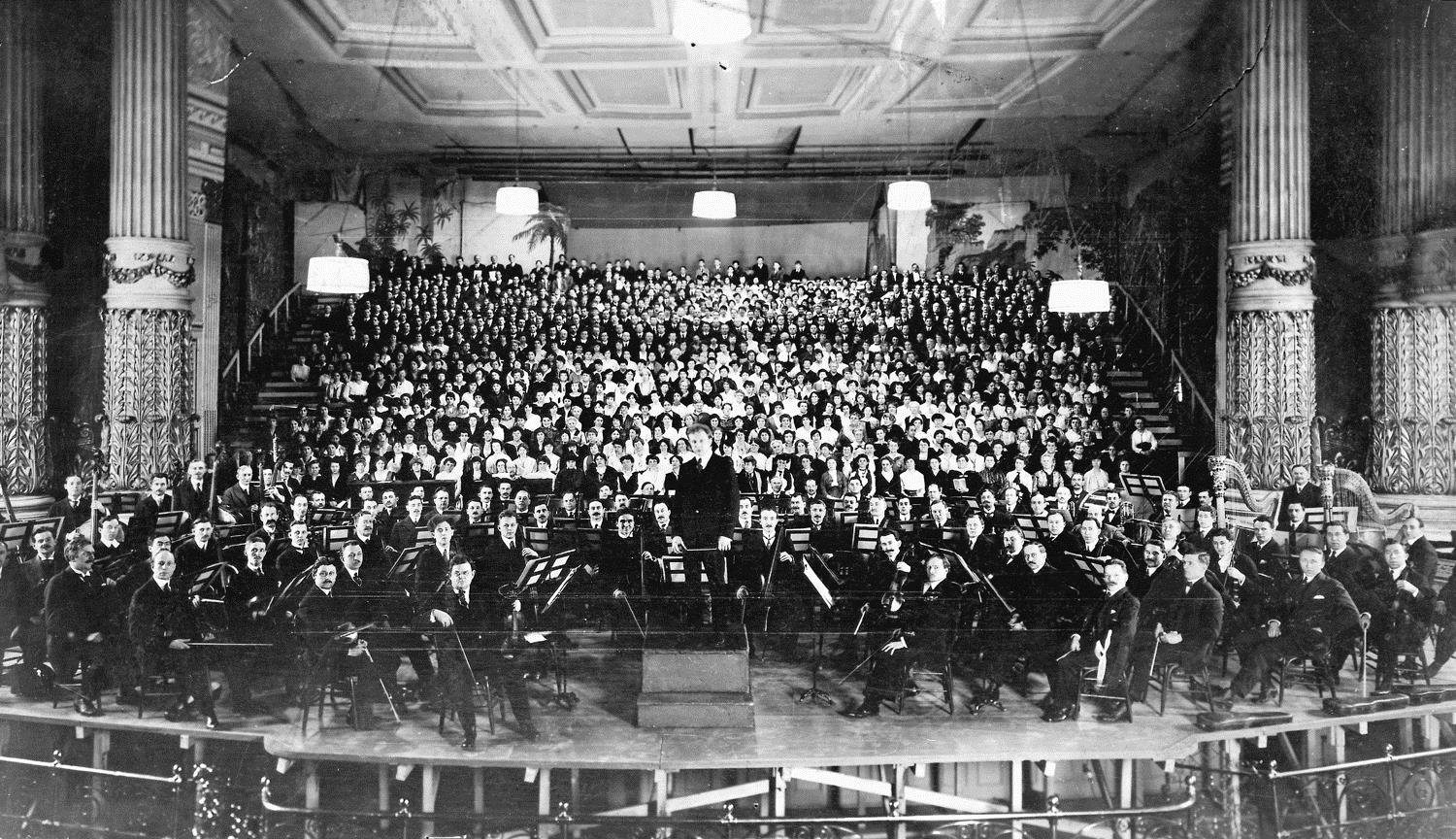
1916年3月2日、レオポルド・ストコフスキー指揮フィラデルフィア管弦楽団による米国初演（演奏者1068人）

以上のうち、ストコフスキーはこの曲のアメリカ初演者（1916年）であり、ニューヨーク・フィルハーモニックと同曲最古（1950年）の録音を残している。また、マンは、初演後に讃辞とともに自著をマーラーに贈っている。

### 日本初演
1949年12月8日、東京・日比谷公会堂にて、山田和男指揮・日本交響楽団による。当時の模様が「日本ニュース」第205号（1949年12月13日付）に収録されている。

### 出版
1911年、ウィーンのウニヴェルザール出版社より出版。このとき、マーラーは同社に口添えし、アルマが結婚前に作曲していた歌曲を集めた楽譜を同じ装丁にして同時出版している。
1977年、エルヴィン・ラッツ監修、国際マーラー協会による「全集版」が同社から出版。

## 楽器編成

### 管弦楽
| 木管   | 木管                                           | 金管                                                                           | 金管                                                                           | 打                                                                             | 打                                                                                 | 弦                                                                             | 弦                                                                             |
| ------ | ---------------------------------------------- | ------------------------------------------------------------------------------ | ------------------------------------------------------------------------------ | ------------------------------------------------------------------------------ | ---------------------------------------------------------------------------------- | ------------------------------------------------------------------------------ | ------------------------------------------------------------------------------ |
| Fl.    | 4、ピッコロ 2 (2ndはフルート持替)              | Hr.                                                                            | 8                                                                              | Timp.                                                                          | 1                                                                                  | Vn.1                                                                           | ●                                                                              |
| Ob.    | 4、コーラングレ 1                              | Trp.                                                                           | 4                                                                              | 他                                                                             | バスドラム 1、シンバル 3人、タムタム、トライアングル、鐘 2、グロッケンシュピール 1 | Vn.2                                                                           | ●                                                                              |
| Cl.    | 3（B管）、Es管クラリネット、バスクラリネット 1 | Trb.                                                                           | 4                                                                              | 他                                                                             | バスドラム 1、シンバル 3人、タムタム、トライアングル、鐘 2、グロッケンシュピール 1 | Va.                                                                            | ●                                                                              |
| Fg.    | 4、コントラファゴット 1                        | Tub.                                                                           | 1                                                                              | 他                                                                             | バスドラム 1、シンバル 3人、タムタム、トライアングル、鐘 2、グロッケンシュピール 1 | Vc.                                                                            | ●                                                                              |
| 他     |                                                | 他                                                                             |                                                                                | 他                                                                             | バスドラム 1、シンバル 3人、タムタム、トライアングル、鐘 2、グロッケンシュピール 1 | Cb.                                                                            | ●                                                                              |
| その他 | その他                                         | チェレスタ 1、ピアノ 1、オルガン 1、ハルモニウム 1、ハープ 2パート、マンドリン | チェレスタ 1、ピアノ 1、オルガン 1、ハルモニウム 1、ハープ 2パート、マンドリン | チェレスタ 1、ピアノ 1、オルガン 1、ハルモニウム 1、ハープ 2パート、マンドリン | チェレスタ 1、ピアノ 1、オルガン 1、ハルモニウム 1、ハープ 2パート、マンドリン     | チェレスタ 1、ピアノ 1、オルガン 1、ハルモニウム 1、ハープ 2パート、マンドリン | チェレスタ 1、ピアノ 1、オルガン 1、ハルモニウム 1、ハープ 2パート、マンドリン |

バンダ：トランペット 4、トロンボーン 3
マーラーは、編成が大きい場合、木管楽器は倍加されることが望ましいとしている。また、ピッコロ、ハープ、マンドリン、バンダの第1トランペットに関しては、複数人いることが望ましいとしている。

### 声楽
- 独唱（第2部では（）内の役割が当てられている）
  - 第1ソプラノ（罪深き女）
  - 第2ソプラノ（懺悔する女）
  - 第3ソプラノ（栄光の聖母）
  - 第1アルト（サマリアの女）
  - 第2アルト（エジプトのマリア）
  - テノール（マリア崇敬の博士）
  - バリトン（法悦の教父）
  - バス（瞑想する教父）
- 児童合唱 1
- 混声合唱 2

## 楽曲構成
2部構成による。第1部は教会音楽的かつ多声的であり、第2部は幻想的かつホモフォニー的であるが、両部は主題的に緊密に構成され、統一された印象を与える。演奏時間は約80分。

### 第1部
賛歌「来れ、創造主なる聖霊よ」（歌詞はラテン語） アレグロ・インペトゥオーソ 変ホ長調 4/4拍子 ソナタ形式
まず、オルガンの重厚な和音につづいて合唱が「来たれ、創造主たる聖霊よ」と歌う（譜例1）。これが第1主題で、主音から4度下降し、7度跳躍上昇する音型（譜例2）は、全曲の統一的な動機となっている。交響曲第7番の第1楽章第1主題（主音から4度下降し、6度跳躍上昇）との関連も指摘されている。男声合唱によって推進的な経過句が現れる。第2主題（譜例3）は落ち着いた旋律をソプラノ独唱が「高き恵みをもって満たしたまえ」と歌い、各独唱者による重唱となる。小結尾では、やや懐疑的な旋律や高みを目指すような動機も現れる。

譜例1

譜例2

譜例3
展開部は懐疑的な旋律で静かに始まるが、やがて合唱が第1主題の動機に基づく新しい旋律（譜例4）を勢いよく歌い始める。二重フーガなど対位法的な展開を駆使してきびきびとかつ壮麗に進み、圧倒的な頂点を築いたところで第1主題が再現する。

譜例4
コーダは管弦楽のみで第1主題の動機を扱うが、児童合唱が入ってきて第1主題の動機に基づいて「主なる父に栄光あれ」と歌い（譜例5）、Gloriaの歓呼で高まっていく。第1主題の動機を繰り返して白熱し、華々しい金管の響き、高揚をつづける合唱で結ばれる。

譜例5

### 第2部
ゲーテの『ファウスト 第二部』から最後の場（歌詞はドイツ語）
演奏に50分以上を要する場合が多く、1,572小節ある長大な第2部は、旧来の交響曲の構成に則り、アダージョ、スケルツォ、終曲+コーダという部分に分けて考えることができる。
第1の部分は変ホ短調のポコ・アダージョ（譜例6）で、管弦楽と合唱による自然描写の部分とそれにつづく「法悦の教父」（バリトン独唱）、「瞑想する教父」（バス独唱）までである。

譜例6
第2の部分ではアレグロとなり、祝福された少年たち（児童合唱）が登場し（譜例7）、「マリア崇敬の博士」（テノール独唱）を加えて歌われる。

譜例7
第3の部分では、テンポをアダージッシモに落とし、管弦楽のみでハルモニウムの持続音とハープの分散和音を伴い静かに歌われる旋律（譜例8）に天使たちを含め合唱が入ってくる。その後、「罪深き女」（ソプラノⅠ独唱）、サマリアの女（アルトⅠ独唱）、エジプトのマリア（アルトⅡ独唱）が順次登場し、グレートヒェン（ソプラノⅡ独唱）の短い歌唱を挟んで、先の3人による重唱となる。次いでグレートヒェンが「懺悔する女」として第1部の第2主題、ついで第1主題を回想し、ここでひとつの頂点を築く。

譜例8
以下はコーダと見られ、「栄光の聖母」（ソプラノ独唱）、「マリア崇敬の博士」（テノール独唱、譜例9）および祝福された少年たち（児童合唱）と高揚したところで、4度下降、7度上昇の動機（第1楽章第1主題）が金管によって現れる。

譜例9
管の高域や鍵盤楽器の分散和音で静まっていくと、1449小節より「神秘の合唱」がきわめて静かに歌い始められ（譜例10）、次第に高みに登りつめてゆく。1506小節で児童合唱およびオルガンの和音も加わり、頂点に達した1528小節の合唱の歌い終わりで金管の別働隊によって第1部の第1主題が完全に姿を現し、オルガン、全管弦楽の壮大な響きに支えられて金管が高らかに第1部第1主題の動機を吹奏して全曲を結ぶ。

譜例10

## 『ファウスト』の音楽化
第2部でマーラーはゲーテの戯曲『ファウスト 第二部』第5幕から最終場面210行あまり（約50行は省略）を歌詞として作曲しているが、この『ファウスト』に題材をとった音楽作品として、ほかにベルリオーズの劇的物語『ファウストの劫罰』（1846年）、シューマンの『ゲーテのファウストからの情景』（1853年）、リストの『ファウスト交響曲』（1857年）、グノーのオペラ『ファウスト』（1859年）、ブゾーニの『ファウスト博士』（1924年、未完）などがある。
このうち、ゲーテの脚本をドイツ語のままで用いたのはシューマンとリストである。シューマンの作品は、『ファウスト』全体からテキストを抜粋したオラトリオ形式によっており、マーラーの第8交響曲の先駆的作品ということができる。リストの『ファウスト交響曲』では最終楽章で「神秘の合唱」の8行を男声合唱に歌わせており、この部分だけなら、シューマンおよびマーラーと共通する。このゲーテの「神秘の合唱」で、「永遠に女性的なるものがわれらを高みへと引き上げ、昇らせてゆく」という詩は、女性の愛を、天上世界へ導く「浄化」作用として象徴的に歌い上げているという解釈が一般的になされる。
しかし、前述したとおり、マーラーは最終楽章を「エロスの誕生」として構想していた。そこにゲーテの『ファウスト』を採用したことについて、マーラーは1910年6月にアルマに宛てた手紙で「すべての愛は生産であり創造であって、肉体的な生産も精神的な創造も、その源にはエロスの存在がある」と書き、『ファウスト』の最終場面でこのことが象徴的に歌われているとしている。

## 歌詞

### 第1部
( )内は歌詞として使われていない。
Hymnus: “Veni, creator spiritus”
Veni, creator spiritus,

Mentes tuorum visita;

Imple superna gratia,

Quae tu creasti pectora.

Qui Paraclitus diceris,

Donum Dei altissimi,

Fons vivus, ignis, caritas,

Et spiritalis unctio.

(Veni, creator)

Infirma nostri corporis

Virtute firmans perpeti;

Accende lumen sensibus,

Infunde amorem cordibus.

(Accende lumen sensibus,

Infunde amorem cordibus.)

Hostem repellas longius,

Pacemque dones protinus;

Ductore sic te praevio

Vitemus omne pessimum.

Tu septiformis munere,

Dexterae paternae digitus.

(Tu rite promissuum Patris,

Sermone ditans guttura.)

Per te sciamus da Patrem,

Noscamus (atque) Filium,

(Te utriusque) spiritum

Credamus omni tempore.

(Accende lumen sensibus,

Infunde amorem cordibus.

Veni, creator spiritus.

Qui Paraclitus diceris,

Donum Dei altissimi.)

Da gaudiorum praemia,

Da gratiarum munera;

Dissolve litis vincula,

Adstringe pacis foedera.

(Pacemque dones protinus,

Ductore sic te praevio

Vitermus omne pessimum.)

Gloria sit Patri Domino,

Natoque, qui a mortuis

Surrexit, ac Paraclito

In saeculorum saecula.
賛歌「来たれ、創造主たる聖霊よ」
来たれ、創造主たる聖霊よ

人間たちの心に訪れ

なんじのつくられし魂を

高き恵みをもってみたしたまえ

慈悲深き主と呼ばれし御身

至高なる神の賜物

それは生の泉・火・愛

そして霊的な聖なる油

(来たれ、創造主よ)

われらが肉体の弱さを

絶えざる勇気を持ち力づけ、

光をもって五感を高め

愛を心の中に注ぎたまえ

(光をもって五感を高め

愛を心の中に注ぎたまえ)

敵を遠ざけて

ただちに安らぎを与えたまえ

先導主なるあなたにならって

われらをすべての邪悪から逃れさせよ。

御身は7つの贈り物*により

御尊父の右手の指にいらっしゃる

(御尊父より約束された尊い者なる御身

人の喉に御言葉を豊かに与え給う)

御身によってわれら尊父を知り、

御子をも知らせ給え。

（両位より出現した）聖霊なる

御身をいつの時にも信ぜさせ給え。

(光をもって五感を高め

愛を心の中に注ぎたまえ。

来たれ！創造主なる聖霊よ

慈悲深き主と呼ばれた御身

至高なる神の賜物)

天の喜びを贈り給え

大きな報いを与え給え

争いの結び目を解き、

平和の誓いを堅くし給え。

(ただちにやすらぎを与えたまえ

先導主である御身にならって

われらをすべての悪より逃れさせよ。)

主なる父に栄光あれ

死よりよみがえった

聖なる子、そして聖霊に

千代に渡って栄光あれ。

 *（上智、聡明、賢慮、剛毅、知識、孝愛、畏敬）

### 第2部
Schlußszene aus „Faust“Letzte Szene aus dem zweiten Teil von Goethes Faust
ゲーテ『ファウスト』第2部「山峡」から終幕の場
Bergschluchten, Wald, Fels, Einöde.

Heilige Anachoreten 

　　　　(gebirgauf verteilt, gelagert zwischen Klüften).
山峡、森、そびえる岩、寂寥の地

 信仰深い隠者たち。

 （山腹に分かれて、岩の裂け目に宿営している）
CHOR UND ECHO
合唱と木霊
Waldung, sie schwankt heran,

Felsen, sie lasten dran,

Wurzeln, sie klammern an,

Stamm dicht an Stamm hinan.

Woge nach Woge spritzt,

Höhle, die tiefste, schützt.

Löwen, sie schleichen stumm,

Freundlich um uns herum,

Ehren geweihten Ort,

Heiligen Liebeshort.
森の木々はこちらへとなびき、

岩壁が重なりあってのしかかっている、

木の根、それは絡みつき、

幹は互いに寄りそって聳え立ち、

奔流は激流に向かってしぶきをあげる。

洞穴、それは奥深く、われらを守る。

獅子は吠えもせず、

親しげに、われらのまわりを、あちこちと歩き回り、

清められたところ、

神聖な愛の場所を敬う。
PATER ECSTATICUS (auf- und abschwebend):
法悦の教父（上へ下へと漂いながら）
Ewiger Wonnebrand

Glühendes Liebesband,

Siedender Schmerz der Brust,

Schäumende Gotteslust!

Pfeile, durchdringet mich,

Lanzen, bezwinget mich,

Keulen, zerschmettert mich,

Blitze, durchwettert mich!

Daß ja das Nichtige

Alles verflüchtige,

Glänze der Dauerstern,

Ewiger Liebe Kern!
PATER PROFUNDUS (tiefe Region):
Wie Felsenabgrund mir zu Füßen

Auf tiefem Abgrund lastend ruht,

Wie tausend Bäche strahlend fließen

Zum grausen Sturz des Schaums der Flut

Wie strack, mit eig'nem kräft'gen Triebe,

Der Stamm sich in die Lüfte trägt;

So ist es die allmächt'ge Liebe,

Die alies bildet, alles hegt.

Ist um mich her ein wildes Brausen,

Als wogte Wald und Felsengrund,

Und doch stürzt, liebevoll im Sausen,

Die Wasserfülle sich zum Schlund,

Berufen gleich das Tal zu wässern:

Der Blitz, der flammend niederschlug,

Die Atmosphäre zu verbessern,

Die Gift und Dunst im Busen trug,

Sind Liebesboten, sie verkünden,

Was ewig schaffend uns umwallt.

Mein Inn'res mög' es auch entzünden,

Wo sich der Geist, verworren, kalt,

Verquält in stumpfer Sinne Schranken,

Scharf angeschloss'nem Kettenschmerz.

O Gott! beschwichtige die Gedanken,

Erleuchte mein bedürftig Herz!
永遠の歓喜の炎、

灼熱なる愛のきずな、

沸きたぎる胸の痛み

昂ぶる神への悦び。

矢よ、わたしを貫け

槍よ、わたしを突き刺せ、

こん棒よ、わたしをうち砕け、

稲妻よ、わたしを貫け、

かくして、そうだ、無意味なものを

すべて霧散させよ、

輝け、久遠なる星、

永遠の愛の核心よ！
瞑想する教父（深い谷底で）
岩壁の断崖が、私の足もとで

深い谷間の上にのしかかって動かず、

幾千もの小川が輝きながら流れいき、

泡立つ奔流が、おそろしい激流へ落ちていく。

まっすぐに、自らの強い衝動によって

木の幹が空中に伸びる

このようにすべてを創造し、すべてを育むのは

全能の愛の仕業なのだ。

森も岩の大地も荒れくるうように、

わたしの周りに荒ぶる轟く奔流

だが、しかし、流れおちていく、優しさいっぱいに轟きながら、

その豊かな水は、深い淵へと流れ込み、

すぐに谷間を潤す使命を果たす。

稲妻はきらめいて落下し、

毒と靄をふところに含んだ大気を

浄化する

これはみな愛の使者であり、告げるのだ。

永遠に創造し、わたしたちのまわりを漂うものを。

その営みが、わたしの内面をも燃え立たせてほしい、

わたしの精神は混濁し、冷えている、

鈍くなり閉ざされた感覚の中で悩み、

強烈に結ばれた鎖に繋がれて、苦しんでいる。

おお、神よ、この妄想を静めたまえ。

光を照らしたまえ、私の貧しい心に！
Chor der ENGEL (Schwebend in der höheren Atmosphäre, 
　　　　　　　　　　Faustens Unsterbliches tragend):
天使の合唱（高い空中を舞いながら、ファウストの永遠となった魂を運びつつ）
Gerettet ist das edle Glied

Der Geisterwelt vom Bösen:

Wer immer strebend sich bemüht,

Den können wir erlösen;

Und hat an ihm die Liebe gar

Von oben teilgenommen,

Begegnet ihm die sel'ge Schar

Mit herzlichem Willkommen.
CHOR SELIGER KNABEN (um die höchsten Gipfel kreisend):
Hände verschlinget euch

Freudig zum Ringverein,

Regt euch und singe

Heil'ge Gefühle drein!

Göttlich belehret,

Dürft ihr vertrauen；

Den ihr verehret,

Werdet ihr schauen.
DIE JÜNGEREN ENGEL:
Jene Rosen, aus den Händen

Liebend-heiliger Büßerinnen,

Halfen uns den Sieg gewinnen

Und das hohe Werk vollenden,

Diesen Seelenschatz erbeuten.

Böse wichen, als wir streuten,

Teutel flohen, als wir trafen.

Statt gewohnter Höllenstrafen

Fühlten Liebesqual die Geister,

Selbst der alte Satans-Meister

War von spitzer Pein durchdrungen.

Jauchzet auf! es ist gelungen.
霊界の気高い一員が

悪から救われた。

絶えず勤め励んだもの、

その人を私たちはお救いできるのです。

そのうえにこの人には、天上からの

愛が加わったのですから。

祝福された人々がその方を出迎えるのです。

心からの歓迎の気持ちをもって。
祝福された少年たちの合唱（高い山頂の周りを舞いめぐりながら）
手と手を組んで

たのしく輪をつくりましょう。

踊りましょう、歌いましょう

聖なる心を込めて！

神の教えを受けて

委ねなさい

あなたたちの敬う神を

いずれあなたたちは仰ぐでしょう。
若い天使たち
愛の豊かな聖なる贖罪の女たちの

手から授けられたあのバラの花々が

私たちを助け、勝利を勝ち取らせてくれました。

貴くも気高い仕事を成し遂げさせ

この心の宝を手に入れることができたのです。

わたしたちバラを撒くと、悪魔は退き、

わたしたちがバラで打つと、悪魔は逃げ去りました。

慣れた地獄の責め苦の代わりに

悪魔は愛の苦しみを感じました。

あの老いぼれ悪魔の親分でさえも

鋭い痛みで、身内を貫かれました。

歓呼の声をあげよう！成し遂げたのです。
DIE VOLLENDETEREN ENGEL (Chor mit Altsolo):
完成された天使たち（アルトソロと合唱）
Uns bieibt ein Erdenrest

Zu tragen peinlich,

Und wär' er von Asbest

Er ist nicht reinlich.

Wenn starke Geisteskraft

Die Elemente

An sich herangerafft,

Kein Engel trennte

Geeinte Zwienatur

Der innigen beiden;

Die ewige Liebe nur

Vermag's zu scheiden.
大地の残した屑を運ぶことは、

わたしたちにもつらいことです。

たとえ、それが石綿でできていようとも、

それは決して清浄なものではありません。

強い精神力が

もろもろの地上の元素を

わが身に引き寄せ集めれば

しっかりと結びついた

霊と肉との複合体は、

どんな天使にも二つに分かつことはできません。

ただ永遠の愛だけが、

精神を地上の束縛から引き放つことができるのです。
DIE JÜNGEREN ENGEL:
若く未熟な天使たち
Ich spür' soeben,

Nebelnd um Felsenhöh',

Ein Geisterleben.

Regend sich in der Näh'.

(Die Wölkchen werden klar.)

Seliger Knaben,

Seh' ich bewegte Schar

Los von der Erde Druck,

Im Kreis gesellt,

Die sich erlaben

Am neuen Lenz und Schmuck

Der obern Welt.

Sei er zum Anbeginn,

Steigendem Vollgewinn

Diesen gesellt!
〔岩の頂に霧のようにかかって

その動きも近々と

霊たちのうごめきを

わたしはいま感じ取れます。

（雲がはっきりとしてきて）

天に招かれた少年たちのにぎやかな群れが、

いきいきと動くのが見えます。〕

地上の重荷から解き放たれて、

寄り集まり、輪をつくって、

天界の

新しく美しい春の装いに

元気づけられ、生気を養っているのです。

この人もまず手始めに、

この子供たちに加わって

次第に増えて完成へと高まってゆくのがよいでしょう。
DIE SELIGEN KNABEN:
祝福された少年たちの合唱
Freudig empfangen wir

Diesen im Puppenstand;

Also erlangen wir

Englisches Unterpfand.

Löset die Flocken los,

Die ihn umgeben!

Schon ist er schön und groß

Von heiligem Leben.
DOCTOR MARIANUS (in der höchsten, reinlichsten Zelle):
Hier ist die Aussicht frei,

Der Geist erhoben.

Dort ziehen Frauen vorbei,

Schwebend nach oben.

Die Herrliche mitteninn

Im Sternenkranze

Die Himmelskönigin,

Ich seh's am Glanze.

(entzückt)

Höchste Herrscherin der Welt,

Lasse mich im blauen,

Ausgespannten Himmelszelt

Dein Geheimnis schauen!

Bill'ge, was des Mannes Brust

Ernst und zart beweget

Und mit heil'ger Liebeslust

Dir entgegen träget!

Unbezwinglich unser Mut,

Wenn du hehr gebietest;

Plötzlich mildert sich die Glut,

Wenn du uns befriedest.
よろこんで、わたしたちは、

蛹の段階にあるこの方をお迎えします。

そうすれば、わたしたちも一緒に育ち、

きっといつの日か天使になれましょう。

この方にまつわりついている。

繭だまを早く取って差し上げましょう。

彼はもう神聖な命を得て、

美しく大きく育ちました。
マリア崇敬の博士（最も高く、最も清らかな岩窟で）
ここは見晴らしがよく、何にも遮られず

精神はもっとも高められる。

あそこを女たちが通り過ぎてゆく。

上に向かって漂いながら、昇ってゆくのだ。

その真ん中に、星の冠をおつけになった

崇高で美しいお姿、

あれが天の女王だ。

光輝くのでそれがわかる。

（恍惚として）

世界を支配したまう最高の女王よ

青々と張り広げられた

天空の天幕の中に

あなたの神秘をお示しください。

男の胸を真摯に、やさしく動かすもの、

神聖な愛の歓喜をもって

あなたに向かわせるものを

それをどうか受け取り、ご賞味ください。

あなたが気高いお胸からご命令なさいますと

わたしたちの勇気は無敵となり、

わたしたちの乾きを癒してくだされば、

情熱に熱せられた火もすぐに和らぎます。
DOCTOR MARIANUS und CHOR:
Mutter, Ehren würdig,

Jungfrau, rein im schönsten Sinn,

Uns erwählte Königin,

Göttern ebenbürtig.

(Mate Gloriosa schwebt einher)
マリア崇敬の博士と合唱
この上なく美しい意味をもった聖処女

栄光に輝き崇め奉る御母

わたしたちのために選ばれた女王

神々に等しい御方。

（栄光の聖母 宙に漂い近づく）
CHOR:
Dir, der Unberührbaren,

ist es nicht benommen,

Daß die leicht Verführbaren

Traulich zu dir kommen.

In die Schwachheit hingerafft,

Sind sie schwer zu retten;

Wer zerreißt aus eig'ner Kraft

Der Gelüste Ketten?

Wie entgleitet schnell der Fuß

Schiefem, glattem Boden!

(Wen betört nicht Blick und Gruß,

Schmerichenlhafter Odem?)

(MATER GLORIOSA schwebt einher)
合唱
手を触れることのできないあなた様ですが、

誘惑に陥りやすい者たちが、

あなたにお慕い申し上げ、おすがりしますのは

禁じられてはなりませぬ。

弱さに引き込まれたこの女たちは

容易に救うことはできません。

けれど、たれが一人の力で情欲の鎖を

断ち切ることができましょう。

滑らかな斜面の床の上では

たれが足を滑らさないことができましょうか。

（意味ありげな眼差しや会釈、柔らかい愛撫するような

息づかいに、誰が惑わされずにいられようか。）

（栄光の聖母 宙に漂い近づく）
CHOR DER BÜSSERINNEN (und UNA POENITENTIUM):
Du schwebst zu Höhen

Der ewigen Reiche,

Vernimmt das Flehen,

Du Gnadenreiche!

Du Ohnegleiche!
MAGNA PECCATRIX (St. Lucae Vll, 36):
Bei der Liebe, die den Füßen

Deines gottverklärten Sohnes

Tränen ließ zum Balsam fließen,

Trotz des Pharisäer-Hohnes:

Beim Gefäße, das so reichlich

Tropfte Wohlgeruch hernieder,

Bei den Locken, die so weichlich

Trockneten die heil'gen Glieder.
MULIER SAMARITANA (St. Joh. IV):
Bei dem Bronn, zu dem schon weiland

Abram ließ die Herde führen:

Bei dem Eimer, der dem Heiland

Kühl die Lippe durft' berühren,

Bei der reinen, reichen Quelle,

Die nun dorther sich ergießet,

Überflüssig, ewig helle,

Rings, durch alle Welten fließet -
贖罪の女たちと一人の告白する女の合唱（グレートヒェン）
御身は永遠の御国の高みを

天翔け漂い、行きたまう。

わたしたちの願いをお聞きくださいませ。

たぐいなき御身、

豊かな恵みのあなた様。
罪深き女（「ルカによる福音書」第7章37節）
パリサイ人らの嘲りを受けながらも

神へと浄められた御子の御足に、

香油に代えて涙を注いだ

この愛にかけて。

薫り高いしずくを

滴らしたあの器にかけて、

柔らかに尊い御手足を

お拭いした髪にかけて。
サマリアの女（「ヨハネによる福音書」第4章）
その昔にアブラハムが家畜を

連れて行かせた泉にかけて。

救世主の御唇に

涼しく触れ得る水瓶。

その泉から今絶え間なく流れ出て

永遠に澄み、豊かにあふれて、

世界の隅々までも潤し、豊かな清泉。

これらすべてにかけてお願い申し上げます。
MARIA AEGYPTIACA (Acta Sanctorum):
Bei dem hochgeweihten Orte,

Wo den Herrn man niederließ,

Bei dem Arm, der von der Pforte,

Warnend mich zurücke stieß,

Bei der vierzigjähr'gen Buße,

Der ich treu in Wüsten blieb,

Bei dem sel'gen Scheidegruße,

Den im Sand ich niederschrieb -
エジプトのマリア（『聖徒行状記』）
主の憩い安らいたもうた、

畏くも聖なる場所に。

わたしを寺院の門外へと

突き戻された戒めの御手。

ただひたすらに砂漠で祈り上げ、

忠実に勤めました40年間の懺悔。

わたくしが砂に書き残した至福なる辞世の言葉。

これらすべてにかけてお願い申し上げまする。
ZU DREI:
Die du großen Sünderinnen

Deine Nähe nicht verweigerst,

Und ein büßendes Gewinnen

In die Ewigkeiten steigerst,

Gönn' auch dieser guten Seele,

Die sich einmal nur vergessen,

Die nicht ahnte, daß sie fehle

Dein Verzeihen angemessen!
3人いっしょに
大きな罪を犯した女たちにも

お側近くに寄ることをお咎めもなく、

懺悔がもたらす功徳をも

永遠のよすがに高めたもうあなた様。

なにとぞこの善良な魂にも

それにふさわしいお赦しの慈悲をお与えくださいまし。

ただ一度自分を忘れただけで、

わが身の過ちすら気づかなかったこの身でございます。
UNA POENITENTIUM (sich anschmiegend) (Gretchen):
Neige, neige,

Du Ohnegleiche,

Du Strahlenreiche,

Dein Antlitz gnadig meinem Glück!

Der früh Geliebte,

Nicht mehr Getrübte,

Er kommt zurück.
SELIGER KNABEN (in Kreisbewegung sich nähernd):
Er überwächst uns schon

An mächt'gen Gliedern,

Wird treuer Pflege Lohn

Reichlich erwidern.

Wir wurden früh entfernt

Von Lebechören;

Doch dieser hat gelernt,

Er wird uns lehren.
懺悔する女（かつてグレートヒェンと呼ばれたもの。聖母マリアにすがって）
類いなきあなた様

限りない光に包まれていらっしゃるあなた様

どうぞわたくしの幸福をご覧くださいませ。

どうぞ慈悲深いお顔をお向けくださいませ。

むかしお慕い申した方で

今はもう濁りなき方が

あの人が帰っておいでになりました。
祝福された少年たち（輪を描いて近づいて来る）
その方はわたしたちよりも大きくなって

手足も逞しくなりました。

わたしたちの心づくしに、

忠実に報いてくださるでしょう。

わたしたちは人の世の集まりから

早く離れてしまいましたが、

このお方はそこで多くのことを学んで来られたのです。

わたしたちにもきっと教えてくださるでしょう。
UNA POENITENTIUM (Gretchen):
Vom edlen Geisterchor umgeben,

Wird sich der Neue kaum gewahr,

Er ahnet kaum das frische Leben,

So gleicht er schon der heil'gen Schar

Sieh, wie er jedem Erdenbande

Der alten Hülle sich entrafft.

Und aus ätherischem Gewande

Hervortritt erste Jugendkraft!

Vergönne mir, ihn zu belehren,

Noch blendet ihn der neue Tag!
懺悔する女（グレートヒェン）
気高い聖霊の群れに囲まれて、

新参のあの方はご自分がどうなったかわからない様子。

新しい生命にまだお気づきではありません。

それでももう神聖な方々に似てまいりました。

ご覧くださいまし、あらゆる地上の絆を

断ち切って、古い衣を脱ぎ捨てました。

そして、あらたに纏った霊気の衣の中から

真新しい青春の力が現れております。

あの方に教え導くことをお許しください。

あの方はまだ新しい光を眩しがっておられます。
MATER GLORIOSA (und Chor):
Komm! Hebe dich zu höhern Sphären!

Wenn er dich ahnet, folgt er nach.
栄光の聖母（そして、合唱）
さあいらっしゃい。お前はもっと天空へ昇ってお行き。

お前がいると、その人もついて行くでしょうから。
DOCTOR MARIANUS (auf dem Angesicht anbetend) (und CHOR):
Blicket auf zum Retterblick,

Alle reuig Zarten,

Euch zu sel'gem Glück

Dankend umzuarten!

Werde jeder bess're Sinn

Dir zum Dienst erbötig;

Jungfrau, Mutter, Königin,

Göttin, bleibe gnädig!
CHORUS MYSTICUS:
Alles Vergängliche

Ist nur ein Gleichnis;

Das Unzulängliche,

Hier wird's Ereignis;

Das Unbeschreibliche,

Hier ist's getan;

Das Ewig-Weibliche

Zieht uns hinan.
マリア崇敬の博士（深くうつむき伏して、礼拝しながら）（そして、合唱）
すべての悔いを知る心優しき者よ。

祝福されたその至福の運命に

感謝しながら従う身になるためには、

救いの手の眼差しを仰ぎ奉れ。

すべてのよき心映えの者は

御身に仕え奉らせたまえ。

処女よ、御母よ、女王よ！

女神よ、とわに恵みを与えたまえ。
神秘の合唱
すべて移ろい過ぎゆく無常のものは

ただ仮の幻影に過ぎない。

足りず、及び得ないことも

ここに高貴な現実となって

名状しがたきものが

ここに成し遂げられた。

永遠の女性、母性的なものが

われらを高みへと引き上げ、昇らせてゆく。